# Wybory parlamentarne na Malcie w 1947 roku
W wyborach do Izby Reprezentantów na Malcie w 1947 roku zwyciężyła Partia Pracy przy frekwencji 75,4%. Do obsadzenia było 40 miejsc w parlamencie.

## Wyniki
|  | Partia                  | Głosy  | Procent | Mandaty |
|  | ----------------------- | ------ | ------- | ------- |
|  | Partia Pracy            | 63.145 | 60      | 24      |
|  | Partia Narodowa         | 19.041 | 18      | 7       |
|  | Democratic Action Party | 14.010 | 13      | 4       |
|  | Gozo Party              | 5.491  | 5       | 3       |
|  | Jones Party             | 3.664  | 3,9     | 2       |
|  | Niezależni              | 143    | 0,1     | 0       |